# Podenzano
Podenzano – miejscowość i gmina we Włoszech, w regionie Emilia-Romania, w prowincji Piacenza.
Według danych na rok 2004 gminę zamieszkiwało 7488 osób, 170,2 os./km².

## Miasto partnerskie
- Hajdúdorog